# بيكي بلايندرز

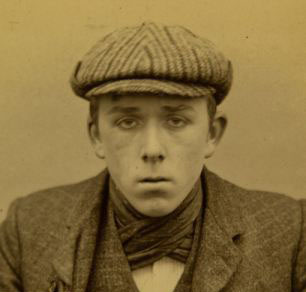
ارنست بايلز، أحد أعضاء العصابة.

كانت بيكي بلايندرز عصابة شوارع حضرية مقرها في برمنغهام، إنجلترا، والتي كانت تعمل منذ نهاية القرن التاسع عشر وبعد الحرب العالمية الأولى. كانت المجموعة، التي نشأت من الحرمان الاقتصادي القاسي لبريطانيا من الطبقة العاملة، تتألف إلى حد كبير من الشباب من الطبقة الدنيا إلى الطبقة المتوسطة. لقد استمدوا القوة الاجتماعية من السرقة والعنف والابتزاز والمراهنة غير القانونية والسيطرة على المقامرة. كان أعضاء هذه العصابة يرتدون ملابس مميزة شملت السترات المصممة، ومعاطف طية صدر السترة، و‌صدريات الأزرار، والأوشحة الحريرية، و‌سراويل بيل بوتومز، والأحذية الجلدية، و‌القبعات المسطحة. كانت العصابة منظمة بشكل كبير مع أنظمة التسلسل الهرمي الخاصة بها.
جاءت هيمنة العصابة بسبب هزيمة المنافسين، مثل «الكسالى»، الذين قاتلوا من أجل أرض في برمنغهام والمناطق المحيطة بها. سيطروا لمدة 20 عاماً تقريباً حتى عام 1910، عندما قامت عصابة أكبر، هم برمنغهام بويز بقيادة بيللي كيمبر، بالسيطرة عليها. ومع ذلك، على الرغم من اختفائهم بحلول عشرينيات القرن العشرين، أصبح اسم «بيكي بلايندرز» هو مرادفاً عاماً لأي عصابة في الشوارع في برمنغهام.
في عام 2013، تمت إعادة استخدام الاسم لمسلسل تلفزيوني لهيئة الإذاعة البريطانية بعنوان بيكي بلايندرز. المسلسل الذي يقوم ببطولته كيليان مورفي، بول أندرسون، و‌جو كول، هو قصة جريمة عن عائلة جريمة خيالية تعمل في برمنغهام بعد الحرب العالمية الأولى.

## الاسم
يقال إن الأصل الشعبي لاسم بيكي بلايندرز مشتق من ممارسة أعضاء العصابة المتمثلة في وضع شفرات حلاقة يمكن التخلص منها في قمم قبعاتهم المسطحة التي يمكن استخدامها بعد ذلك كأسلحة. ومع ذلك، نظرًا لأن شركة جيليت قدمت فقط أول نظام حلاقة أمان قابل للاستبدال في عام 1903، في أمريكا، ولم يتم افتتاح أول مصنع في بريطانيا العظمى حتى عام 1908، فإن هذا الإصدار من الاسم يعتبر ملفقاً. المؤلف البريطاني جون دوغلاس، من برمنغهام، أدّعى أن القبعات استخدمت كسلاح في روايته «والمشي لأسفل الصيف لين». إن الأعضاء الذين لديهم شفرات حلاقة مخيطة في قبعات رؤوسهم قد يسقطون الأعداء إلى العمى المحتمل، أو القبعات ستُستخدم لخفض الجباه، مما يتسبب في تدفق الدم إلى أعين أعدائهم، مما يعميهم مؤقتاً. لكن وفقًا للأستاذ الإنجليزي كارل شين، (رئيس تاريخ المجتمع في جامعة برمنغهام)، هذه خرافة ولا يوجد دليل يدعمها.
يعتقد مؤرخ برمنغهام كارل شين أن الاسم هو في الواقع إشارة إلى أناقة العصابات. يقول إن الاستخدام الشائع لـ «بيكي» في ذلك الوقت يشير إلى أي غطاء مسطح به ذروة. كان مصطلح «بلايندر» مصطلحًا عاماً مألوفاً في برمنغهام (ما زال يستخدم حتى الآن) لوصف شيء أو شخص ما ذو مظهر مميز. قد يكون هناك تفسير آخر من السلوك الإجرامي للعصابة: كان من المعروف أنهم يتسللون من الخلف، ثم يسحبون القبعة للأسفل على وجه الضحية حتى لا تتمكن من وصف من سرقها.

## التاريخ

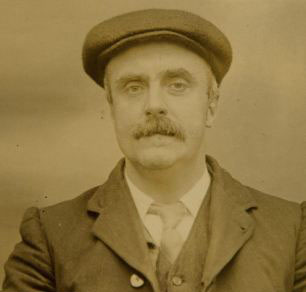
توماس جيلبرت، عضو قوي في العصابة.

أدت الصعوبات الاقتصادية في إنجلترا إلى ثقافة الشباب العنيفة. الشباب الفقراء في كثير من الأحيان بسرقة الرجال والسرور في الشوارع في حي برمنغهام الفقير. تم تنفيذ هذه الجهود من خلال الاعتداء والضرب والطعن والخنق اليدوي. يمكن إرجاع أصول هذه الثقافة الفرعية إلى خمسينيات القرن التاسع عشر، في وقت كانت فيه شوارع برمنغهام مليئة بأولاد المقامرة وأطفال يلعبون ألعاباً رياضية صعبة.  عندما بدأت الشرطة في اتخاذ إجراءات صارمة ضد هذه الأنشطة بسبب ضغوط من الطبقات العليا، قاوم الشباب، وتجمعوا فيما أصبح يعرف باسم «عصابات الترويض».  وكثيراً ما قاتلت هذه العصابات الشرطة، واعتدت على أشخاص يمشون في الشوارع. خلال التسعينيات من القرن التاسع عشر، كانت عصابات الشوارع الشبابية تتألف من رجال تتراوح أعمارهم بين 12 و 30 عاماً. وشهدت أواخر التسعينيات من القرن التاسع عشر تنظيم هؤلاء الرجال في التسلسل الهرمي.
نظمت عصابات الشوارع الأكثر عنفاً من هؤلاء الشباب أنفسهم كمجموعة فريدة تعرف باسم «بيكي بلايندرز». من المحتمل أن يكونوا قد أُسسوا في سمول هيث، ربما من قِبل رجل يدعى توماس موكلو، كما هو مقترح في مقال صحفي بعنوان «غضب قاتل في سمول هيث، جمجمة رجل مكسورة» (طبع في عدد الاثنين، 24 مارس، 1890 من  برمنغهام ميل). ربما تكون هذه المقالة هي أقدم دليل على وجود بيكي بلايندرز في الطباعة:
| ” | ارتكب اعتداء خطير على شاب يدعى جورج ايستوود. الذين يعيشون في 3 المحكمة، 2 منزل، شارع آرثر، سمول هيث، ليلة السبت. يبدو أن إيستوود، الذي كان منذ فترة طويلة ممتنعًا تماماً، اتصل بين الساعة العاشرة والحادية عشرة في منزل راينبو العام في شارع أدرلي، وتم تزويده بزجاجة من الزنجبيل. بعد ذلك بوقت قصير، جاء العديد من الرجال المعروفين باسم عصابة "بيكي بلايندرز"، الذين عرفهم إيستوود عن طريق البصر عن حياتهم في نفس الحي الذي يعيش فيه هو. | “ |

بعد أن هاجم بعض العصابات رجلاً في عام 1890، أرسلوا خطاباً إلى صحف وطنية مختلفة يعلنون أنهم أعضاء في هذه المجموعة المحددة. تمحورت أنشطتهم الأولى حول احتلال الأراضي المواتية، لا سيما مجتمعات سمول هيث وشبسد، برمنغهام. ولاحظ توسعهم من قبل منافس العصابات الأول، «شبسد سلوغيرس»، الذي قاتل ضدهم في محاولة للسيطرة على الأرض. نشأت عائلة سلوغيرس في سبعينيات القرن التاسع عشر، وكانت معروفة بمعارك الشوارع في منطقتي بورديسلي وسمول هيث - الأحياء الفقيرة للغاية في برمنغهام.
بدأت بيكي بلايندرز، بعد أن أقامت أراضي خاضعة للسيطرة، في أواخر القرن التاسع عشر في توسيع مشروعها الإجرامي. وشملت أنشطتها مضارب الحماية و‌الاحتيال و‌انتزاع الأراضي و‌التهريب و‌الاختطاف و‌السرقة‌ والمراهنة غير القانونية. يدّعي المؤرخ هيذر شور من جامعة ليدز أن العصابة كانت أكثر تركيزاً على القتال في الشوارع والسطو والابتزاز، بدلاً من الجريمة المنظمة.
ومع ذلك، كانت المجموعة معروفة بعنفها ليس فقط ضد المدنيين الأبرياء ولكن أيضاً على العصابات المتنافسة والجنود. وكثيراً ما اندلعت حروب العصابات بين العصابات المتنافسة في برمنغهام مما أدى إلى شجار وإطلاق نار. كما هاجمت الضربات العمياء ضباط الشرطة الذين أصبحوا يعرفون باسم «الطعن الثابت». في عام 1897، قُتل كل من كونستابل جورج سنايب وتشارلز فيليب غونتر في عام 1901 على يد العصابة. أُصيب مئات آخرون وترك بعضهم القوة بسبب العنف.
قريباً، أصبح مصطلح بلايندر بلوميتير مصطلحاً عاماً لمجرمي الشوارع الشباب في برمنغهام. في عام 1899، تم التعاقد مع قائد شرطة إيرلندي اسمه تشارلز هوتون رافتر لتنفيذ القانون المحلي في برمنغهام. ومع ذلك، فإن فساد الشرطة والرشوة قلل من فعالية تنفيذه لفترة من الوقت.

### أعضاء سيّئين السمعة
خلافًا للاعتقاد السائد، فإن معظم البيكي بلايندرز كانوا من الطبقة الوسطى وكان لديهم وظائف. عُرف أقوى عضو في بيكي بلايندرز باسم كيفن موني.  كان اسمه الحقيقي توماس جيلبرت، لكنه غيّر اسمه الأخير بشكل روتيني.  بدأ العديد من عمليات الاستيلاء على الأراضي التي تقوم بها العصابة.
الأعضاء البارزون الآخرون في العصابة هم ديفيد تايلور، إيرنست هاينز، هاري فاولز، ستيفن ماكنيكل، وتوماس جيلبرت. تم القبض على فاولز، المعروف باسم «هاري ذو وجه الطفل»، في سن 19 عاماً لسرقة دراجة في أكتوبر 1904. كما تم القبض على ماكنيكل وهاينز في نفس الوقت بتهمة سرقة دراجة وغزو منزلي على التوالي.  تم احتجاز كل منهم لمدة شهر واحد بسبب جرائمهم. ووصفت سجلات شرطة ويست مدلاندز الثلاثة الذين قُبض عليهم بأنهم «شبان مُصابون بالفم يطاردون الشوارع في مجموعات مخمورة، ويهينون المارة ويسلبونها». ألقي القبض على تايلور في سن 13 بسبب حمله سلاح ناري.
وكان العديد من أعضاء العصابات من المحاربين القدامى في الحرب العالمية الأولى.  انضم هنري لايت فوت، أول شخص يتم تسميته على أنه غائم، إلى الجيش ثلاث مرات في حياته وشارك في معركة السوم في عام 1916. تم دفن أحد أصغر الأعضاء سناً، هنري فاولر، على قيد الحياة في الخنادق ولم يتمكن من التحدث أو المشاهدة لبعض الوقت بعد الحرب.
وكان رجل العصابات الشهير بيللي كيمبر أيضاً عضو سابق في بيكي بلايندرز.

### الأسلحة والأزياء
استخدمت بيكي بلايندرز مجموعة متنوعة من أسلحة المشاجرة من حزام الأبازيم، والأحذية ذات الرؤوس المعدنية، ومكاوي النار، والعصا، والسكاكين. في حالة جورج ايستوود، تعرض للضرب بأبازيم الحزام.  استخدم بيرسي لانجريدج سكيناً لطعن شرطة كونستابل باركر في يونيو 1900. كما تم استخدام الأسلحة النارية مثل مسدسات ويبلي، مثل إطلاق النار وقتل عضو في عصابة سمر هيل من قبل عضو بيكي بلايندرز ويليام لاسي في سبتمبر 1905.
ارتدى أعضاء العصابة في كثير من الأحيان ملابس مصممة خصيصاً للعصابات المعاصرة في ذلك الوقت. وارتدى جميع الأعضاء تقريباً قبعة مسطحة ومعطفاً. ارتدائ قبعة مسطحة يفسح المجال للنقاش حول تسمية العصابة. كانت ترتدي العصابة بذلات مصممة عادةً مع بنطلون بيل بوتومز وسترات مزررة. دفعت الظروف المناخية للأحياء الفقيرة الأعضاء إلى دمج الأحذية ذات الجلد الصلب في ملابسهم. ارتدى الأعضاء الأكثر ثراءً الأوشحة الحريرية والأطواق النشوية بأزرار ربط معدنية. كان يمكن تمييز بذلاتهم المميزة بسهولة من قبل سكان المدينة والشرطة وأعضاء العصابة المتنافسة.  كانت زوجات وصديقات وعشيقات أعضاء العصابات معروفين بارتداء ملابس فخمة. كان اللؤلؤ والحرير والأوشحة الملونة أمراً شائعاً.

### رفض
بعد ما يقرب من عقد من السيطرة السياسية، جذب نفوذهم المتزايد انتباه عصابة أكبر، برمنغهام بويز. أدى توسع البيكي بلايندرز إلى حلبة السباق إلى رد فعل عنيف من عصابة برمنغهام بويز.  نأت أسر البيكي بلايندرز جسدياً عن مركز برمنغهام في الريف. مع انسحاب البيكي بلايندرز من العالم السفلي الإجرامي، انتقلت عصابة سابيني إلى عصابة برمنغهام بويز وعززت السيطرة السياسية على وسط إنجلترا في ثلاثينيات القرن العشرين.
كما ساهمت عناصر أخرى مثل التعليم والانضباط والقسوة الشرطية وإصدار الأحكام في تقليل نفوذ البيكي بلايندرز، وبحلول العشرينيات من القرن الماضي اختفت رسمياً. عندما تضاءلت العصابة المحددة المعروفة باسم بيكي بلايندرز، تم استخدام الاسم نفسه كمصطلح عام لوصف شباب الشوارع العنيفين. استمرت أنشطة العصابات من تسعينيات القرن التاسع عشر حتى ثلاثينيات القرن العشرين.

## حياة العصابة كمسلسل
عُرض مسلسل درامي يحمل نفس الأسم (بيكي بلايندرز) على قناة بي بي سي، بطولة كيليان مورفي، بول أندرسون، جو كول. عُرض لأول مرة في 12 سبتمبر 2013، ويحكي عن عصابة في منطقة سمول هيث في برمنغهام في مرحلة ما بعد الحرب العالمية الأولى، الجزء الثاني بُث في عام 2014 والثالث في مايو 2016 وتم بث الرابع في نوفمبر 2017، كما أن الجزء الخامس تم بثه في 25 أغسطس 2019 والجزء السادس تم بثه في سبتمبر 2021